# Блакитнар золотогорлий
Блакитна́р золотогорлий (Iridosornis porphyrocephalus) — вид горобцеподібних птахів родини саякових (Thraupidae). Мешкає в Колумбії і Еквадорі.

## Опис

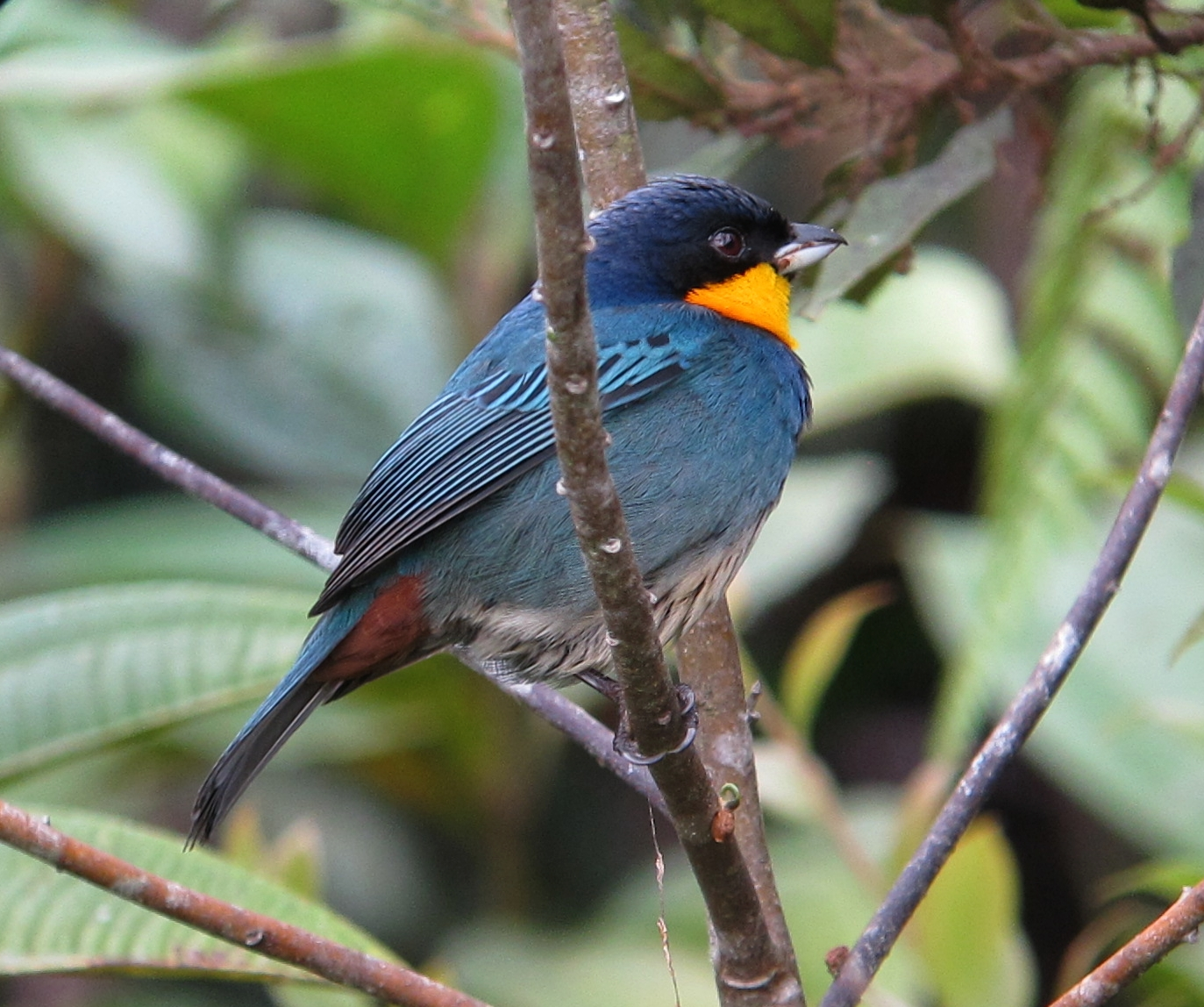
Золотогорлий блакитнар

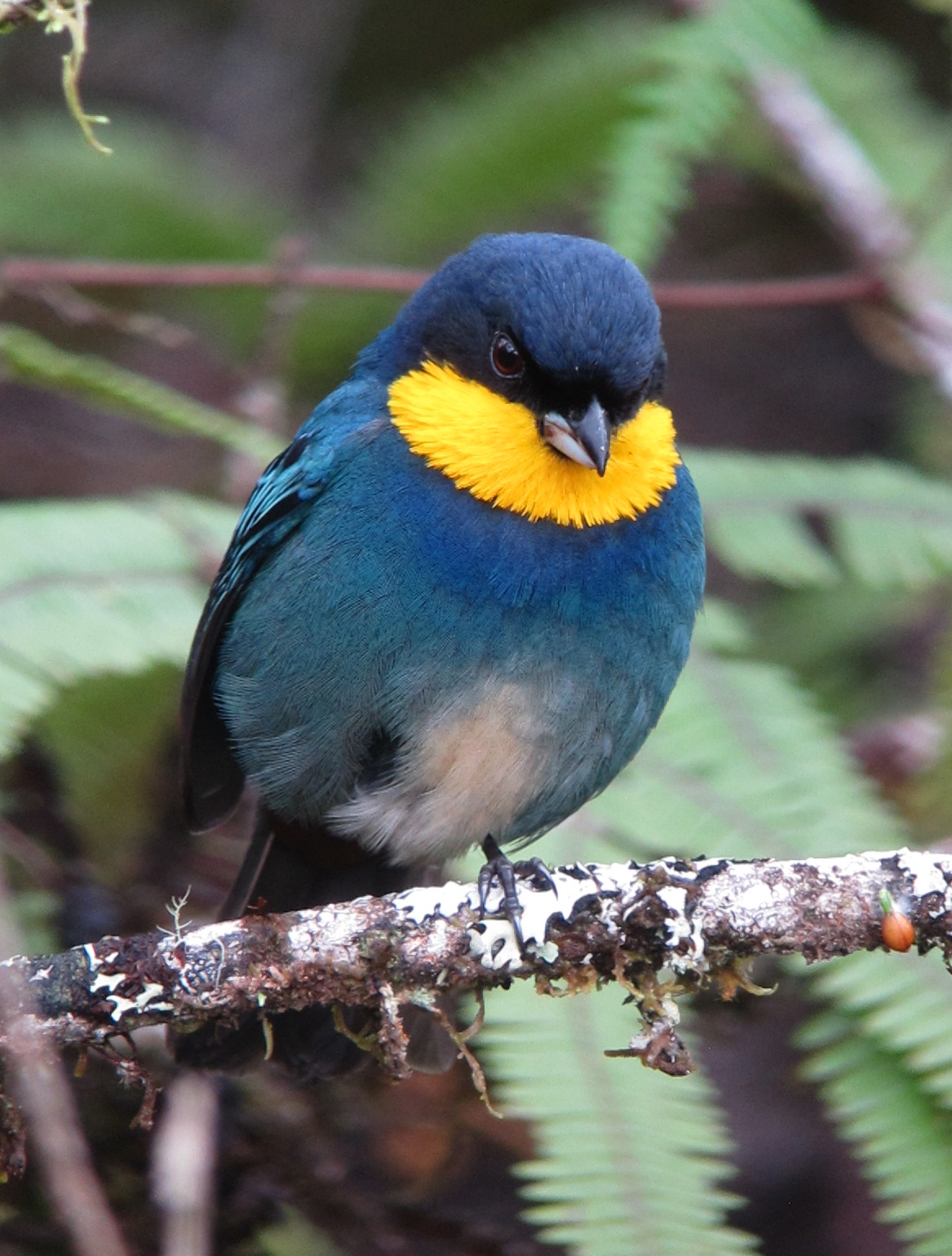
Золотогорлий блакитнар

Довжина птаха становить 14-15 см, вага 20,5-23 г. Забарвлення переважно синє, горло яскраво-жовте, на обличчі чорнувата "маска". Живіт жовтуватий, гузка каштанова. Дзьоб зверху сіруватий, знизу білуватий.

## Поширення і екологія
Золотогорлі блакитнарі мешкають в горах Західного хребта Колумбійських Анд (на південь від Чоко, переважно на західних схилах), в горах Центрального хребта Колумбійських Анд (на півночі країни, в Антіокії) та на північному заході Еквадору (Карчі, Імбабура). Можливо, в Еквадорі птах поширений на більшій території: за непідтвердженими свідченнями він спостерігався на півдні, в провінції Лоха. Золотогорлі блакитнарі живуть в нижньому ярусі вологих гірських тропічних і хмарних лісів та на узліссях. Зустрічаються переважно на висоті від 1500 до 2200 м над рівнем моря.

## Збереження
МСОП класифікує стан збереження цього виду як близький до загрозливого. Золотогорлим блакитнарям загрожує знищення природного середовища.